# Лазаренко, Иван Гаврилович
Иван Гаврилович Лазаренко (29 августа 1923, Сончино, Воронежская губерния — 7 июля 1990, Кировское, Донецкая область) — командир разведывательного взвода 26-й отдельной гвардейской разведывательной роты 21-я гвардейская Невельская стрелковая дивизия, гвардия старшина, участник Великой Отечественной войны, кавалер ордена Славы трёх степеней.

## Биография
Родился 29 августа 1923 года в селе Сончино (ныне — в Каменском районе Воронежской области) в семье крестьянина.
После окончания начальной школы работал на местном масложировом комбинате до призыва в армию в октябре 1941 года.
На фронте Великой Отечественной войны с февраля 1942 года участвовал в боях в составе 21-й гвардейской стрелковой дивизии, был четырежды ранен.
18 июня 1943 года курсант пулемётной роты отдельного учебного гвардейского батальона 21-й гвардейской стрелковой дивизии Лазаренко в боях в районе 15 — 18 км юго-западнее города Великие Луки (ныне Псковская область) на станковом пулемёте отбил атаку противника, уничтожил вражескую пулемётную точку и свыше 10 гитлеровцев. Был ранен, но не покинул поля боя.
Приказом по 21-й гвардейской Невельской стрелковой дивизии от 29 декабря 1943 года курсант Лазаренко Иван Гаврилович награждён орденом Славы 3-й степени.
В ночь на 1 июня 1944 года исполняющий обязанности командира взвода разведки И. Г. Лазаренко с подчинёнными преодолел проволочное заграждение противника и атаковал его ротный опорный пункт близ села Мелехово (35 км юго-западнее пгт Бежаницы Псковской области). Бойцы взвода вывели из строя 4 огневые точки противника, истребили около 25 вражеских солдат и 1 пленили.
Приказом по войскам 22-й армии от 28 июня 1944 года гвардии сержант Лазаренко Иван Гаврилович награждён орденом Славы 2-й степени.
За смелые и решительные действия в тылу противника 3 июля 1944 года по удержанию переправы у деревни Сковородино командир группы разведчиков И. Г. Лазаренко был награждён орденом Красное Знамя.
В ночь на 10 сентября 1944 года группа разведчиков под командованием гвардии старшины Лазаренко, преодолела под огнём противника подступы к населённому пункту Салас (30 км западнее города Мадона, Латвия), стремительным броском ворвалась в расположение врага, уничтожила около 10 вражеских солдат и 1 захватила в качестве «языка», без потерь возвратилась назад.
Указом Президиума Верховного Совета СССР от 24 марта 1945 года за образцовое выполнение боевых заданий командования на фронте борьбы с немецкими захватчиками и проявленные при этом доблесть и мужество Лазаренко Иван Гаврилович награждён орденом Славы 1-й степени.
После демобилизации в 1947 году И. Г. Лазаренко проживал в городе Кировское Донецкой области и работал столяром шахтоуправления № 4 треста «Октябрьуголь».
Скончался 7 июля 1990 года в Кировском.

## Награды
- Орден Красного Знамени (10.08.1944)[3]
- орден Отечественной войны I степени (21.4.1944)[4]
- орден Отечественной войны I степени (11.03.1985)[5]
- орден Славы I степени(24.03.1945)[6]
- орден Славы II степени(12.07.1944)[7]
- орден Славы III степени (15.06.1944)[8]
  - медали, в том числе:
  - «За победу над Германией в Великой Отечественной войне 1941—1945 гг.» (1945)[9]

## Память
- На могиле Героя установлен надгробный памятник.
- Увековечен на сайте МО РФ «Дорога памяти»[10].
- Почётный гражданин г. Ивано-Франковск (Украина), а также родного села[2].